# Mittagssonnenuhr
Eine Mittagssonnenuhr ist eine Vertikalsonnenuhr an einer nach Süden beziehungsweise gegen Mittag gerichteten Wand.
Bei mäßiger Abweichung der Wand gegen Osten spricht man von einer Vormittags(sonnen)uhr, bei starker Abweichung von einer Morgen(sonnen)uhr. Bei einer Ost(sonnen)uhr oder polaren Ost(sonnen)uhr ist die Wand genau nach Osten gerichtet.
Bei mäßiger Abweichung der Wand gegen Westen spricht man von einer Nachmittags(sonnen)uhr, bei starker Abweichung von einer Abend(sonnen)uhr. Bei einer West(sonnen)uhr oder polaren West(sonnen)uhr ist die Wand genau nach Westen gerichtet.
Die Verwendung des Begriffs Mittagssonnenuhr ist nicht eindeutig. Häufig wird er auch für den Mittagsweiser verwendet, obwohl dessen bloße Anzeige des Mittags (Weisen des Mittags) keine Funktion einer Uhr ist. 

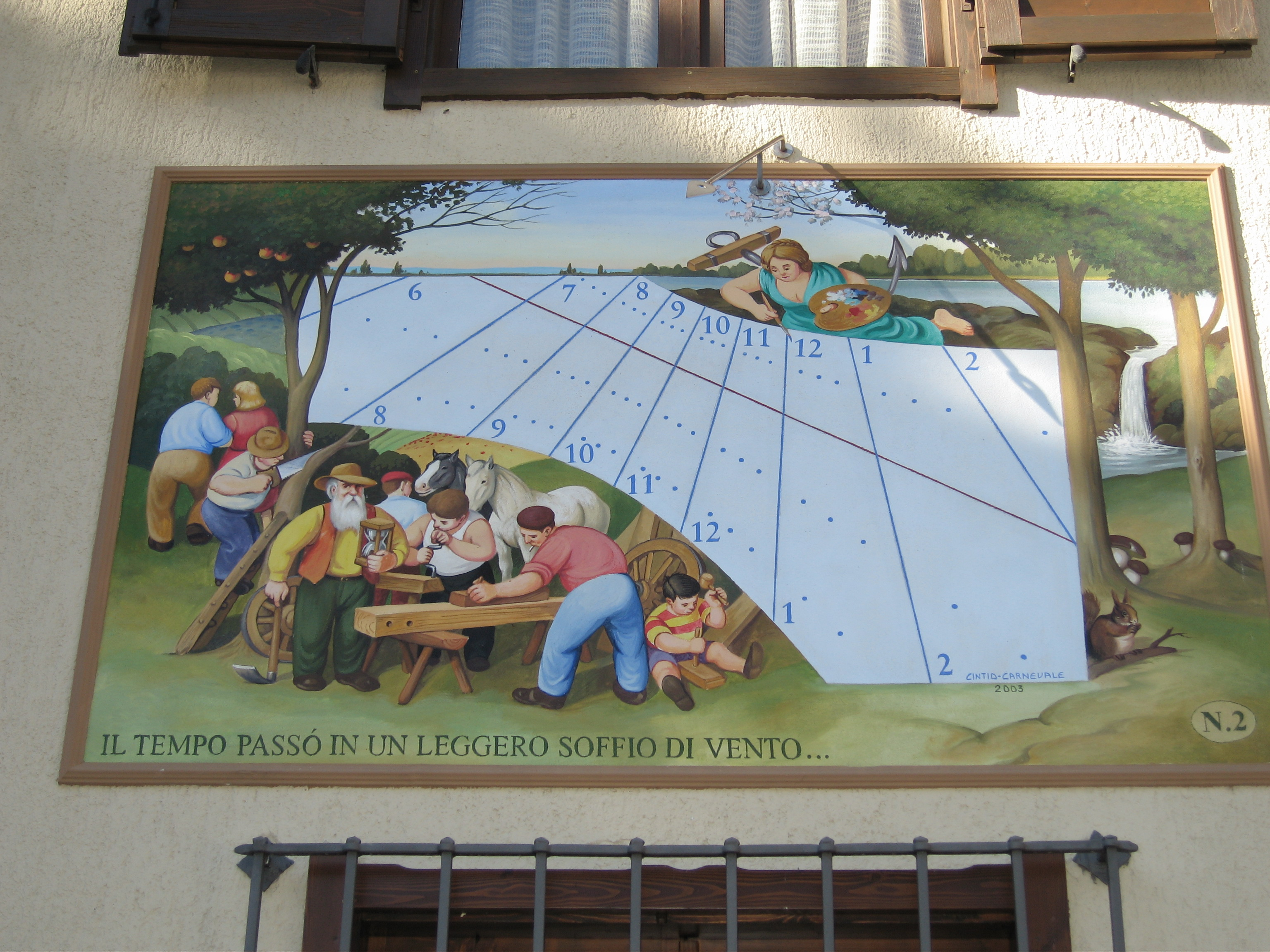
Vormittagssonnenuhr
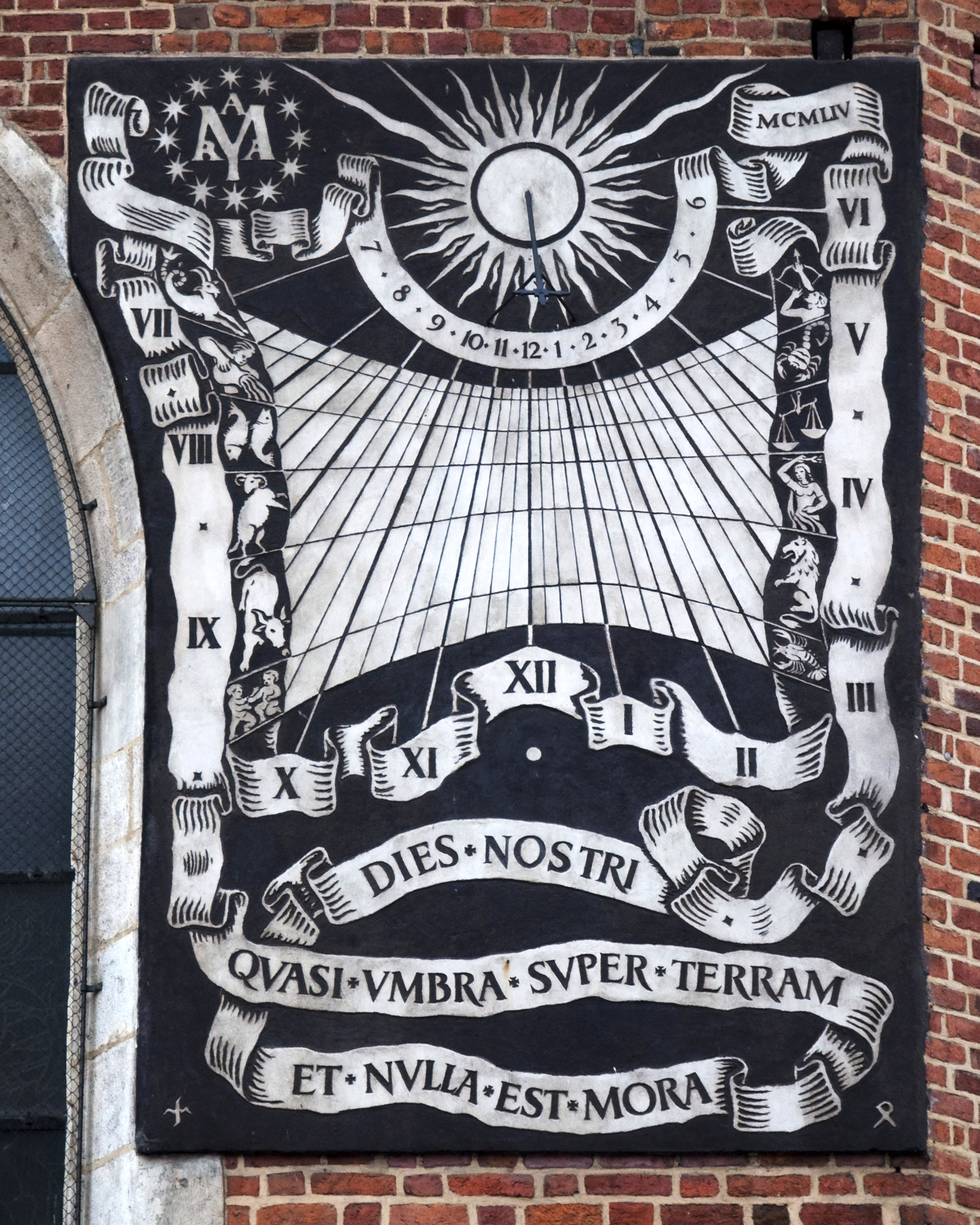
Mittagssonnenuhr
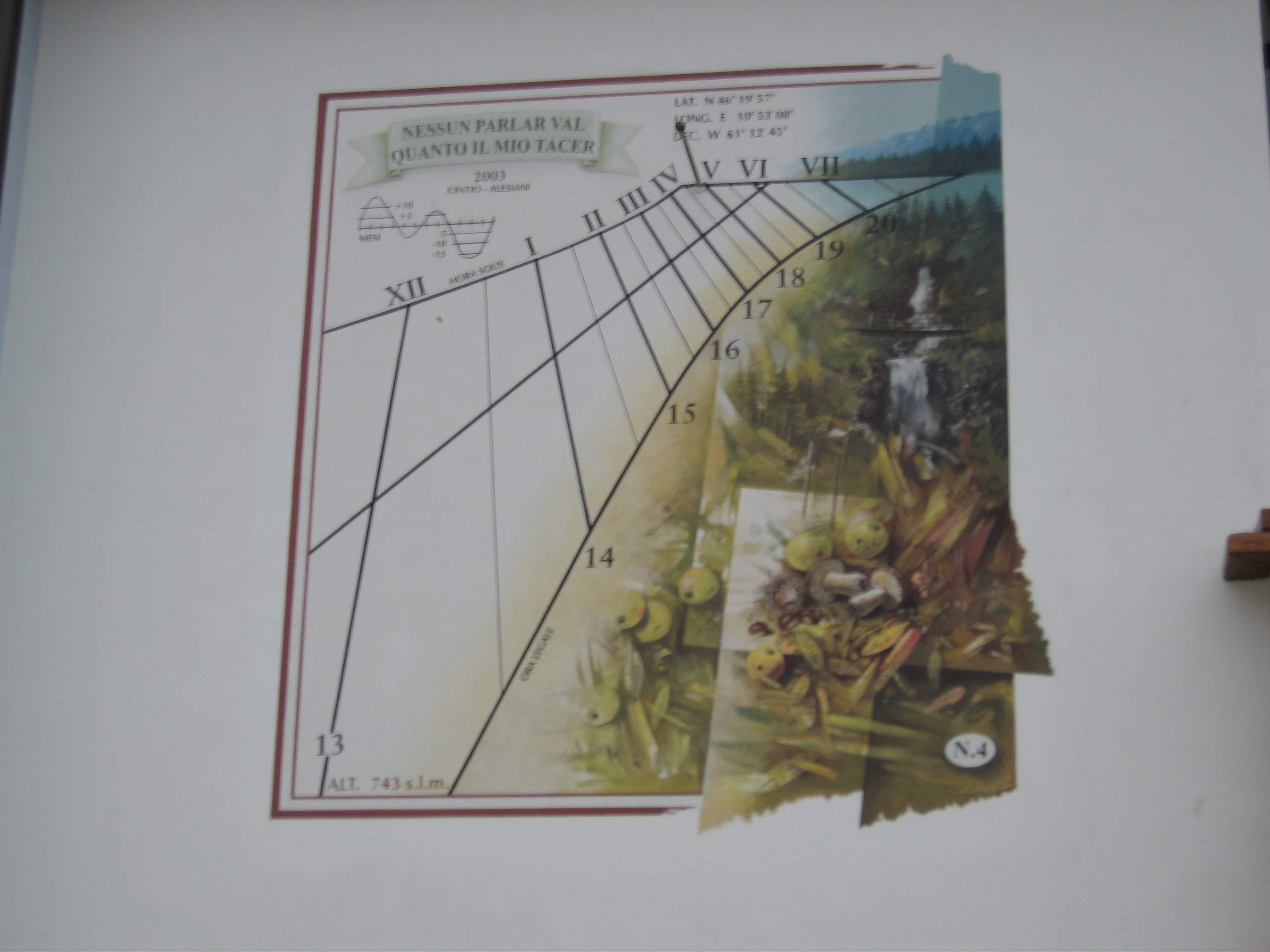
Nachmittagssonnenuhr